# Volley-ball masculin aux Jeux méditerranéens
Le volley-ball masculin est apparu en 1959 lors de la 3e édition des Jeux méditerranéens.

## Palmarès
| 1959 Détails | Beyrouth             | Italie      |       | Turquie     | Liban                |       |             |
| 1963 Détails | Naples               | Yougoslavie |       | Italie      | Turquie              |       |             |
| 1967 Détails | Tunis                | Yougoslavie |       | France      | Turquie              |       |             |
| 1971 Détails | Izmir                | Yougoslavie |       | Turquie     | Grèce                |       | Tunisie     |
| 1975 Détails | Alger                | Yougoslavie |       | Italie      | France               |       | Grèce       |
| 1979 Détails | Split                | Yougoslavie |       | Grèce       | France               |       | Italie      |
| 1983 Détails | Casablanca           | Italie      |       | France      | Grèce                |       | Yougoslavie |
| 1987 Détails | Lattaquié            | Espagne     |       | Turquie     | Italie               |       | Syrie       |
| 1991 Détails | Athènes              | Italie      |       | Yougoslavie | Espagne              |       | France      |
| 1993 Détails | Languedoc-Roussillon | France      |       | Espagne     | Turquie              |       | Grèce       |
| 1997 Détails | Bari                 | France      |       | Turquie     | Croatie              |       | Italie      |
| 2001 Détails | Tunis                | Italie      | 3 – 1 | Tunisie     | Turquie              | 3 – 0 | France      |
| 2005 Détails | Almería              | Égypte      | 3 – 2 | Espagne     | Serbie-et-Monténégro | 3 – 0 | Tunisie     |
| 2009 Détails | Pescara              | Italie      | 3 – 1 | Espagne     | Slovénie             | 3 – 0 | Tunisie     |
| 2013 Détails | Mersin               | Italie      | 3 – 2 | Tunisie     | France               | 3 – 2 | Turquie     |
| 2018 Détails | Tarragone            | Italie      | 3 – 1 | Espagne     | Grèce                | 3 – 2 | Égypte      |
| 2022 Détails | Oran                 |             |       |             |                      |       |             |

## Tableau des médailles
| Rang  | Nation               | Or | Argent | Bronze | Total |
| ----- | -------------------- | -- | ------ | ------ | ----- |
| 1     | Italie               | 7  | 2      | 1      | 10    |
| 2     | Yougoslavie          | 5  | 1      | 0      | 6     |
| 3     | France               | 2  | 2      | 3      | 7     |
| 4     | Espagne              | 1  | 4      | 1      | 6     |
| 5     | Égypte               | 1  | 0      | 0      | 1     |
| 6     | Turquie              | 0  | 4      | 4      | 8     |
| 7     | Tunisie              | 0  | 2      | 0      | 2     |
| 8     | Grèce                | 0  | 1      | 3      | 4     |
| 9     | Liban                | 0  | 0      | 1      | 1     |
| 9     | Croatie              | 0  | 0      | 1      | 1     |
| 9     | Slovénie             | 0  | 0      | 1      | 1     |
| 9     | Serbie-et-Monténégro | 0  | 0      | 1      | 1     |
| Total | Total                | 16 | 16     | 16     | 48    |